# 第二次世界大戰期間的外蒙古

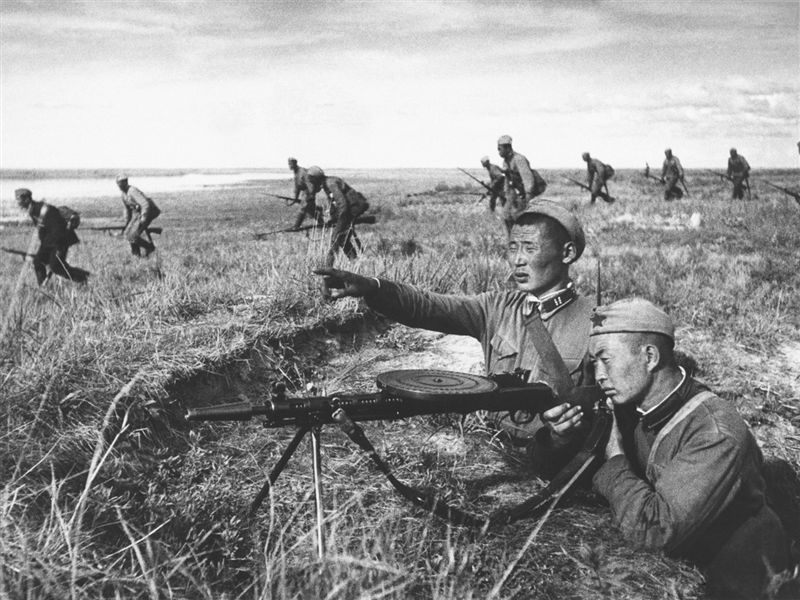
1939年蒙古人民军士兵在哈拉哈河战役中

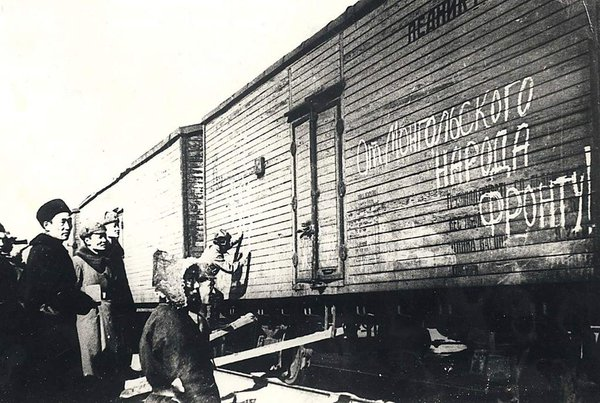
1942年蒙古铁路运输援助苏联的马匹

蒙古人民共和國，當時也被外界稱為「外蒙古」，在第二次世界大戰期間與蘇聯關係密切，由總理霍尔洛·乔巴山領導的蒙古人民革命黨政府統治。蘇聯對日宣戰前，蒙古保持正式的中立態度。蒙古人民軍部隊於1939年夏參加了諾門罕戰役，並於1945年8月參加了蘇聯入侵滿洲。

## 苏联-蒙古关系
蒙古和蘇聯兩國的關係由1934年11月27日的“君子協定”管轄，在1936年3月12日的《苏蒙互助协定书》中正式確定。該條約建立了一個相互防禦的軍事同盟，並且承諾雙方將部隊部署到對方領土上。這些協議針對的是佔領滿洲並進入內蒙古的日本，其目的是保護蘇聯的西伯利亞鐵路。在整個蘇德戰爭中，該國向蘇聯提供了諸如牲畜，原材料，金錢，食物和軍事服裝等經濟和人力支持。外蒙古當時的人口少於一百萬，直到1945年仍被大多數國家認為是中華民國的分離省份。蒙古是當時並未公認為主權國家的兩個蘇聯衛星國之一，另一個是圖瓦人民共和國，都參加了第二次世界大戰。
1937年8月13日，作為支持中國抗日戰爭的一部分，同時避免日本可能的入侵，蘇聯決定沿蒙古的南部和東南部邊界（今中蒙邊界）部署部隊。計劃獲得蒙古政府的同意後，8月24日，蘇聯副國防部長彼得·斯米爾諾夫和一組小型工作人員抵達蒙古，負責監督蘇聯第17集團軍的轉移。蘇聯軍隊的到來與一系列強化的紅色恐怖和清洗（“大鎮壓”）相吻合。1939年5月31日，最高蘇維埃第三次會議上，外交委員維亞切斯拉夫·莫洛托夫宣布：我們將像捍衛自己的邊界一樣堅決捍衛蒙古人民共和國的邊界。蒙古直接參與了1939年5月持續至9月的諾門罕戰役。
蒙古於1940年7月18日與日本傀儡國滿洲國簽署了一項協議。在1941年4月13日的《蘇日中立條約》中，兩國承認蒙古的中立地位及其屬於蘇聯的勢力範圍。它的地理位置意味著它成為日本部隊控制的蒙疆政府和蘇聯之間的緩衝區。除了保持10％左右的武裝人口外，蒙古還向蘇聯軍方提供了物資和原材料，並資助了幾個軍事單位，例如“革命蒙古”坦克旅和“蒙古阿拉特”中隊以及50萬匹馬匹。還有300多名蒙古軍事志願人員在東線戰鬥。
在1945年蘇蒙聯軍針對日本軍及其盟友滿洲國軍和內蒙軍的軍事行動中，蘇聯領導的蒙古軍隊隸屬於蘇聯-蒙古騎兵機械化集團，該集團由普利耶夫上將指揮。蒙古部隊包括第5，6，7和8蒙古騎兵師，第7摩托化裝甲旅，裝甲車旅和第3砲兵團。1945年8月10日，第一支蒙古軍隊與蘇聯盟國越過邊界進入日本佔領的中國，二十四小時後蒙古人民共和國的小呼拉爾（議會）正式對日宣戰。
今天，蒙古首都烏蘭巴托南部的宰桑纪念碑仍向二戰中遇難的蘇聯士兵致敬。中國河北省張家口市也有蘇蒙聯軍烈士紀念塔。

## 与日本及满洲国的冲突
1931年9月18日日本關東軍發動滿洲事變，全面佔領东北四省，1932年成立聽命日本的滿洲國。苏联远东地区与蒙古人民共和国面临日本的战争入侵威胁。1932年9月15日签署《日满议定书》。第二条规定：“满洲国及日本国确认对于缔约国一方之领土，及治安之一切之威胁，同时亦为对于缔约国他方之安宁及存立之威胁，相约两国协同当防卫国家之任，为此所要之日本国军驻扎于满洲国内。”以该议定书为基础，日满军事协定委员会制定了《日满守势军事协定案》，规定当一方或双方遭到第三国侵略时，两国军队将在日本国军事指挥官的统一指挥下行动。1932年起，日军开始以四年计划旨在充实驻满洲兵力、改善装备等应急的军备建设。苏军从1933年春开始在远东地区构筑坚固的边境阵地，并开始增兵。1934年6月，远东苏军有11个步兵师、2个骑兵师、650辆坦克、500架飞机，总兵力约23万就；日军驻满兵力只有3个师、1个机械化旅、骑兵集团、3个独立守备队、约80架飞机，兵力约5万人，加上日军驻朝兵力，也不及远东苏军的十分之三。日本陆军参谋本部认为，在与苏军远东兵力的对比上，驻满洲和朝鲜的兵力至少要始终保持相当于苏军的十分之八，并尽早将航空兵力增强到相当干苏军十分之八的水平；以此为目标，迅速扩充军备。1935年初，关东军在满洲国西北地区（呼伦贝尔）的军事部署基本就绪，关东军直属骑兵集团下辖骑兵第1旅团、骑兵第4旅团，由笠井中将指挥，不断在满蒙边界制造军事挑衅摩擦，试探蒙古人民共和國军事实力和政治态度。1935年1月，蒙满双方争夺哈拉哈庙的所有权，发生武装冲突，日军出动驻海拉尔的骑兵部队，未经交火就占领了哈爾哈廟，日本将这次武装冲突称为“哈爾哈廟戰鬥”。1935年日蒙之间发生了176次边境军事冲突。经日苏交涉，满蒙双方在1935年6月至1937年9月在满洲里召开“满蒙国境会议”，解决双方边界线问题，史称“滿洲里會議”。满洲国代表团正式成员共4人，首席代表为兴安北省省长凌陞，还有兴安北警备军司令官为乌尔金少将，满洲国军政部部员斋藤正锐陆军少佐（实际是关东军驻海拉尔特务机关长），满洲国外交部政务司长神吉正一。但由于骑兵兵种单一，加上重武器不足，难以胜任对蒙古的威慑挑衅目的。关东军于1936年2月由驻公主岭的獨立混成第1旅團抽调摩托化歩兵1個大隊、山砲1個小隊、戰車1個中隊（輕装甲車9輛）组成一个特遣支队，支队长澀谷安秋大佐，进驻海拉尔，暂配属于骑兵集团长笠井中将指挥，松村黄次郎中佐指挥的海拉尔陆航战斗机部队担任空中支援。苏蒙两国根据《苏蒙互助协定书》的共同防御条款多次击退日军的袭扰。1936年3月30日阿达格多兰事件之中，日本关东军渋谷支队1500人乘汽车50辆、装甲车12辆、坦克4辆，从贝尔湖西岸阿萨尔庙地区入侵蒙古境内阿达格多兰地区，蒙军騎兵300騎，摩托化歩兵1個连，装甲車約10辆（裝備45mm砲）击溃日满军，日军装甲车全部被击毁，指揮軽装甲車隊的平本鈴雄少尉战殁，涩谷率部撤回海拉尔重新整頓。1936年4月日本参谋本部发布的命令(“临命第323号”)，废除了关东军司令官对“满洲国”边境地区实施军事行动须向参谋本部总长实行事前报告的规定，允许其在认为必要的情况下，在“满洲国”全境范围内随时随地调动和使用兵力。1936年5月，日蒙双方交换了阿达格多兰事件中各自俘获的12名战俘以及收敛的对方尸体。1936年8月7日，日本首相、外相、陆相、海相和藏相组成的日本最高军政联席会议-五相会议，通过《国策基准》：

陆军军备，以对抗苏联远东所能使用的兵力为目标，特别应充实在满洲与朝鲜的兵力，使在开战初期即能对其远东兵力加以一击。

1936年12月，苏联在苏蒙边境苏方一侧驻扎机械化部队及骑兵等快速部队，准备在蒙古受到武装攻击时可以快速反应。1937年9月，苏军进驻蒙古，与蒙古共同建设防御工程。1938年7月日本陆军第二十三师团从日本进驻海拉尔，原驻呼伦贝尔的关东军直属骑兵集团调往蒙疆参加对华战争。1938年7月30日，日、俄兩軍在滿、蘇、朝交界的张鼓峰便因為邊界糾紛發生武裝衝突，結果十日後的8月10日雙方議和，签订停戰協定。1938年10月，苏联红军第57特别军进驻蒙古境内，加强了对蒙古东部和南部地区的防御。1939年4月，关东军第一课作战参谋辻政信少佐《满苏国境纠纷处理纲要》，经关东军司令官植田谦吉大将的许可后，作为关东军第1488号作战命令，于4月25日向联队级以上军官直接传达该纲要的实施命令。该纲要的基本方针规定，“对满苏国境之苏军非法行为，经周密准备予以彻底膺惩，使其慑服，粉碎其野心”，必要时可暂时进入苏联领土。该纲要第四条还明确指出“在国境线不明确的地区，防卫司令官有权自主地进行国境线认定”。1939年5月至9月在蒙古人民共和国与满洲国国境爆发了战役级别的大兵团机械化会战—諾門罕戰役，苏蒙联军付出重大伤亡代价，歼灭了侵入的关东军第二十三师团主力及满洲国军、兴安军。震慑了关东军，使得满洲国与苏联、蒙古人民共和国的边境保持了和平状态直至1945年苏联废除《日苏中立条约》。

### 书目
- Mongolia in World War II-1945"". Ньюс аженси. Retrieved 27 November 2016.
- Alan J. K. Sanders (2010), Historical Dictionary of Mongolia, 3rd ed. (Plymouth: Scarecrow Press).